# له گنتیل (دهانه)
له گنتیل یک دهانه برخوردی در ماه‌ است.